# Муса Біхі Абді
Муса Біхі Абді (сомал. Muuse Biixi Cabdi; араб. موسى بيحي عبدي; нар. 1948) — сомалілендський політик, колишній військовий офіцер, п'ятий президент невизнаної держави Сомаліленд, обраний на виборах 13 листопада 2017 року.

## Життєпис
Муса Біхі народився 1948 року в невеликому селі на захід від Харгейси. У дитинстві він переїхав до цього міста, де почав відвідувати школу Шейха Бараве. Свою початкову освіту він здобув у школі Бійо-Дхака й 1959 року і завершив свою освіту в Амуду.

### Військова кар'єра
У 1970-ті роки він був одним із студентів, набраних для військової підготовки в радянську академію винищувально-бомбардувальної авіації. Після повернення він став одним з найбільш відомих членів сомалійських військово-повітряних сил під час війни 1977 року, між Сомалі і Ефіопією.

### Полковник
Муса Бехи Абді також проходив навчання в Форт-Лі, штат Вірджинія, з 1983 по 1985 рік. 1985 року він приєднався до сомалілендського національного руху, повстанському угрупованню, яка боролася за відокремлення від Сомалі.
З 1985 по 1988 рік Біхі брав участь в проведенні інтенсивних партизанських військових операцій, що проводились сомалійським рухом проти режиму Сіада Барре. До 1990 року Біхі служив командиром повстанців.

### Політична кар'єра
Після проголошення незалежності Сомаліленду 1991 року Муса Біхі зіграв життєво важливу роль в процесі примирення сомалілендскіх кланів в Бурао, Бербері і Шііхе.
1993 року, після краху колишнього сомалійського військового уряду, Муса Бехи зайняв пост міністра внутрішніх справ і національної безпеки в уряді президента Мухаммеда Хаджі Ібрагіма Егаліте.
2002 року він став членом Виконавчого комітету політичної партії Kulmiye (Партія миру, єдності та розвитку). 2015 року Біхі був обраний партійним з'їздом кандидатом в президенти на майбутніх президентських виборах 2017 року, на яких він здобув перемогу, набравши 55,1 % голосів виборців.